# Fussball Club Erzgebirge Aue 2016-2017
Questa pagina raccoglie i dati riguardanti il Fussball Club Erzgebirge Aue nelle competizioni ufficiali della stagione 2016-2017.

## Stagione
Nella stagione 2016-2017 l'Erzgebirge Aue, allenato da Domenico Tedesco, concluse il campionato di 2. Bundesliga al 14º posto. In coppa di Germania l'Erzgebirge Aue fu eliminato al primo turno dall'Ingolstadt 04.

## Rosa
| N. |                                 | Ruolo | Calciatore        |
| -- | ------------------------------- | ----- | ----------------- |
| 1  | Germania (bandiera)             | P     | Martin Männel     |
| 2  | Germania (bandiera)             | D     | Julian Riedel     |
| 3  | Germania (bandiera)             | D     | Sebastian Hertner |
| 4  | Turchia (bandiera)              | D     | Ömer Yildirim     |
| 5  | Germania (bandiera)             | C     | Clemens Fandrich  |
| 6  | Montenegro (bandiera)           | C     | Mirnes Pepić      |
| 7  | Germania (bandiera)             | C     | Simon Handle      |
| 8  | Germania (bandiera)             | A     | Nicky Adler       |
| 9  | Germania (bandiera)             | A     | Max Wegner        |
| 10 | Germania (bandiera)             | D     | Simon Skarlatidis |
| 11 | Germania (bandiera)             | A     | Björn Kluft       |
| 12 | Germania (bandiera)             | D     | Marcin Sieber     |
| 13 | Germania (bandiera)             | P     | Maik Ebersbach    |
| 14 | Germania (bandiera)             | A     | Pascal Köpke      |
| 16 | Bosnia ed Erzegovina (bandiera) | C     | Mario Kvesić      |

| N. |                        | Ruolo | Calciatore        |
| -- | ---------------------- | ----- | ----------------- |
| 17 | Germania (bandiera)    | C     | Philipp Riese     |
| 18 | Bulgaria (bandiera)    | A     | Martin Toschew    |
| 19 | Germania (bandiera)    | C     | Cebio Soukou      |
| 20 | Germania (bandiera)    | D     | Calogero Rizzuto  |
| 21 | Croazia (bandiera)     | D     | Adam Sušac        |
| 22 | Germania (bandiera)    | C     | Fabio Kaufmann    |
| 23 | Germania (bandiera)    | C     | Sören Bertram     |
| 24 | Germania (bandiera)    | D     | Steve Breitkreuz  |
| 26 | Germania (bandiera)    | P     | Robert Jendrusch  |
| 27 | Germania (bandiera)    | C     | Louis Samson      |
| 28 | Kosovo (bandiera)      | A     | Albert Bunjaku    |
| 29 | Germania (bandiera)    | C     | Tommy Käßemodel   |
| 30 | Azerbaigian (bandiera) | A     | Dimitrij Nazarov  |
| 31 | Germania (bandiera)    | P     | Mario Seidel      |
| 33 | Germania (bandiera)    | C     | Christian Tiffert |

## Organigramma societario
Area tecnica
- Allenatore: Domenico Tedesco
- Allenatore in seconda: Robin Lenk
- Preparatore dei portieri: Max Urwantschky
- Preparatori atletici: Werner Schoupa

## Risultati

### 2. Bundesliga

#### Girone di andata
| Arbitro: | Winkmann |

|              |           |  |
| Thomalla 42’ | Marcatori |  |

| Arbitro: | Schröder |

|                     |           |  |
| Adler 28’ Köpke 40’ | Marcatori |  |

| Arbitro: | Siewer |

|                                 |           |                              |
| Freis 39’ Dursun 47’ Franke 90’ | Marcatori | 62’ Kvesić 78’ (aut.) Franke |

| Arbitro: | Schlager |

|  |           |                  |
|  | Marcatori | 10’, 89’ Kumbela |

| Arbitro: | Stegemann |

|  |           |                                        |
|  | Marcatori | 32’ Kaufmann 53’ Skarlatidis 54’ Köpke |

| Arbitro: | Kempkes |

|           |           |               |
| Köpke 43’ | Marcatori | 48’ Cacutalua |

| Arbitro: | Storks |

|                            |           |  |
| Hoffer 76’ Stoppelkamp 87’ | Marcatori |  |

| Arbitro: | Thomsen |

|                          |           |                                             |
| Köpke 5’ Skarlatidis 12’ | Marcatori | 2’ Wurtz 14’ Eisfeld 70’ Gyamerah 90’ Mlapa |

| Arbitro: | Drees |

|                   |           |                          |
| Ducksch 3’ (rig.) | Marcatori | 39’ Köpke 90’ Breitkreuz |

| Arbitro: | Brand |

|            |           |                                 |
| Kvesić 20’ | Marcatori | 41’, 63’ Kreilach 82’ Skrzybski |

| Arbitro: | Siewer |

|                                                                       |           |                      |
| Ayçiçek 16’, 72’ Liendl 23’ (rig.), 43’ (rig.) Mölders 49’ Adlung 90’ | Marcatori | 28’ Köpke 55’ Soukou |

| Arbitro: | Kempkes |

|           |           |                             |
| Adler 60’ | Marcatori | 44’ Möhwald 77’ Burgstaller |

| Arbitro: | Günsch |

|                         |           |  |
| Harnik 23’ Füllkrug 77’ | Marcatori |  |

| Arbitro: | Jöllenbeck |

|                  |           |           |
| Sušac 23’ (aut.) | Marcatori | 43’ Köpke |

| Arbitro: | Jablonski |

|  |           |                                         |
|  | Marcatori | 13’ Baumgartl 24’ Gentner 67’, 76’ Mané |

| Kaiserslautern 10 dicembre 2016, ore 13:00 CET 16ª giornata | Kaiserslautern | 0 – 0 referto | Erzgebirge Aue | Fritz-Walter-Stadion (21 463 spett.)\| Arbitro: \| Brand \| |
| Arbitro:                                                    | Brand          |               |                |                                                             |

| Aue 16 dicembre 2016, ore 18:30 CET 17ª giornata | Erzgebirge Aue | 0 – 0 referto | Fortuna Düsseldorf | Sparkassen-Erzgebirgsstadion (7 050 spett.)\| Arbitro: \| Petersen \| |
| Arbitro:                                         | Petersen       |               |                    |                                                                       |

#### Girone di ritorno
| Arbitro: | Badstübner |

|                       |           |             |
| Köpke 56’ Nazarov 90’ | Marcatori | 84’ Verhoek |

| Arbitro: | Günsch |

|                               |           |  |
| Tiffert 50’ (aut.) Wooten 76’ | Marcatori |  |

| Aue 10 febbraio 2017, ore 18:30 CET 20ª giornata | Erzgebirge Aue | 0 – 0 referto | Greuther Fürth | Sparkassen-Erzgebirgsstadion (6 500 spett.)\| Arbitro: \| Jöllenbeck \| |
| Arbitro:                                         | Jöllenbeck     |               |                |                                                                         |

| Arbitro: | Koslowski |

|                |           |                    |
| Ofosu-Ayeh 10’ | Marcatori | 57’ (rig.) Nazarov |

| Arbitro: | Gräfe |

|                    |           |                                          |
| Nazarov 60’ (rig.) | Marcatori | 16’ Müller 21’ Kreuzer 39’, 45’ Kutschke |

| Arbitro: | Kempter |

|                           |           |                              |
| Kalig 2’ (aut.) Börner 4’ | Marcatori | 57’ (aut.) Görlitz 71’ Adler |

| Arbitro: | Schröder |

|                    |           |  |
| Nazarov 36’ (rig.) | Marcatori |  |

| Arbitro: | Dietz |

|           |           |                    |
| Wurtz 62’ | Marcatori | 11’ (rig.) Nazarov |

| Arbitro: | Schmidt |

|           |           |  |
| Adler 28’ | Marcatori |  |

| Arbitro: | Cortus |

|  |           |             |
|  | Marcatori | 79’ Rizzuto |

| Arbitro: | Stegemann |

|                                           |           |  |
| Nazarov 42’ (rig.), 73’ (rig.) Soukou 49’ | Marcatori |  |

| Arbitro: | Aarnink |

|                        |           |            |
| Kempe 24’ Teuchert 82’ | Marcatori | 51’ Kvesić |

| Arbitro: | Cortus |

|                       |           |                     |
| Köpke 35’ Nazarov 90’ | Marcatori | 3’ Anton 59’ Harnik |

| Arbitro: | Rohde |

|                                       |           |               |
| Kalig 3’ Nazarov 10’ (rig.) Köpke 18’ | Marcatori | 60’ Weihrauch |

| Arbitro: | Gerach |

|                                   |           |  |
| Terodde 14’ (rig.), 69’ Maxim 75’ | Marcatori |  |

| Arbitro: | Hartmann |

|            |           |  |
| Kvesić 59’ | Marcatori |  |

| Arbitro: | Osmers |

|             |           |  |
| Gartner 39’ | Marcatori |  |

### Coppa di Germania
| Arbitro: | Storks |

|                                                             |                      |                                                         |
| Rizzuto Köpke Kvesić Pepić Nazarov Breitkreuz Hertner Adler | Tiri di rigore 7 – 8 | Cohen Suttner Leckie Groß Hinterseer Matip Roger Levels |

## Statistiche

### Statistiche di squadra
| Competizione      | Punti | In casa | In casa | In casa | In casa | In casa | In casa | In trasferta | In trasferta | In trasferta | In trasferta | In trasferta | In trasferta | Totale | Totale | Totale | Totale | Totale | Totale | DR  |
| Competizione      | Punti | G       | V       | N       | P       | Gf      | Gs      | G            | V            | N            | P            | Gf           | Gs           | G      | V      | N      | P      | Gf     | Gs     | DR  |
| ----------------- | ----- | ------- | ------- | ------- | ------- | ------- | ------- | ------------ | ------------ | ------------ | ------------ | ------------ | ------------ | ------ | ------ | ------ | ------ | ------ | ------ | --- |
| 2. Bundesliga     | 39    | 17      | 7       | 4       | 6       | 21      | 24      | 17           | 3            | 5            | 9            | 16           | 28           | 34     | 10     | 9      | 15     | 37     | 52     | -15 |
| Coppa di Germania | -     | 1       | 0       | 1       | 0       | 0       | 0       | 0            | 0            | 0            | 0            | 0            | 0            | 1      | 0      | 1      | 0      | 0      | 0      | 0   |
| Totale            | -     | 18      | 7       | 5       | 6       | 21      | 24      | 17           | 3            | 5            | 9            | 16           | 28           | 35     | 10     | 10     | 15     | 37     | 52     | -15 |

### Andamento in campionato
| Giornata  | 1  | 2 | 3  | 4  | 5  | 6  | 7  | 8  | 9  | 10 | 11 | 12 | 13 | 14 | 15 | 16 | 17 | 18 | 19 | 20 | 21 | 22 | 23 | 24 | 25 | 26 | 27 | 28 | 29 | 30 | 31 | 32 | 33 | 34 |
| --------- | -- | - | -- | -- | -- | -- | -- | -- | -- | -- | -- | -- | -- | -- | -- | -- | -- | -- | -- | -- | -- | -- | -- | -- | -- | -- | -- | -- | -- | -- | -- | -- | -- | -- |
| Luogo     | T  | C | T  | C  | T  | C  | T  | C  | T  | C  | T  | C  | T  | T  | C  | T  | C  | C  | T  | C  | T  | C  | T  | C  | T  | C  | T  | C  | T  | C  | C  | T  | C  | T  |
| Risultato | P  | V | P  | P  | V  | N  | P  | P  | V  | P  | P  | P  | P  | N  | P  | N  | N  | V  | P  | N  | N  | P  | N  | V  | N  | V  | V  | V  | P  | N  | V  | P  | V  | P  |
| Posizione | 16 | 6 | 11 | 13 | 11 | 12 | 12 | 15 | 13 | 14 | 16 | 16 | 17 | 17 | 17 | 17 | 17 | 16 | 17 | 18 | 18 | 18 | 18 | 16 | 17 | 15 | 15 | 15 | 16 | 16 | 13 | 15 | 13 | 14 |

Legenda:

Luogo: C = Casa; T = Trasferta. Risultato: V = Vittoria; N = Pareggio; P = Sconfitta.

### Statistiche dei giocatori
| Giocatore      | 2. Bundesliga | 2. Bundesliga | 2. Bundesliga | 2. Bundesliga | Coppa di Germania | Coppa di Germania | Coppa di Germania | Coppa di Germania | Totale   | Totale | Totale      | Totale     |
| Giocatore      | Presenze      | Reti          | Ammonizioni   | Espulsioni    | Presenze          | Reti              | Ammonizioni       | Espulsioni        | Presenze | Reti   | Ammonizioni | Espulsioni |
| -------------- | ------------- | ------------- | ------------- | ------------- | ----------------- | ----------------- | ----------------- | ----------------- | -------- | ------ | ----------- | ---------- |
| D. Haas        | 8             | 0             | 0             | 0             | -                 | -                 | -                 | -                 | 8        | 0      | 0           | 0          |
| R. Jendrusch   | 3             | 0             | 0             | 0             | -                 | -                 | -                 | -                 | 3        | 0      | 0           | 0          |
| M. Männel      | 24            | 0             | 1             | 0             | 1                 | 0                 | 0                 | 0                 | 25       | 0      | 1           | 0          |
| M. Seidel      | -             | -             | -             | -             | -                 | -                 | -                 | -                 | -        | -      | -           | -          |
| S. Breitkreuz  | 34            | 1             | 3             | 0             | 1                 | 0                 | 0                 | 0                 | 35       | 1      | 3           | 0          |
| S. Hertner     | 32            | 0             | 5             | 1             | 1                 | 0                 | 0                 | 0                 | 33       | 0      | 5           | 1          |
| F. Kalig       | 18            | 1             | 3             | 0             | -                 | -                 | -                 | -                 | 18       | 1      | 3           | 0          |
| J. Riedel      | 12            | 0             | 2             | 0             | 1                 | 0                 | 0                 | 0                 | 13       | 0      | 2           | 0          |
| C. Rizzuto     | 26            | 1             | 6             | 0             | 1                 | 0                 | 0                 | 0                 | 27       | 1      | 6           | 0          |
| A. Sušac       | 13            | 0             | 2             | 0             | -                 | -                 | -                 | -                 | 13       | 0      | 2           | 0          |
| S. Bertram     | 8             | 0             | 0             | 0             | -                 | -                 | -                 | -                 | 8        | 0      | 0           | 0          |
| C. Fandrich    | 19            | 0             | 5             | 0             | -                 | -                 | -                 | -                 | 19       | 0      | 5           | 0          |
| T. Käßemodel   | -             | -             | -             | -             | -                 | -                 | -                 | -                 | -        | -      | -           | -          |
| F. Kaufmann    | 19            | 1             | 3             | 0             | -                 | -                 | -                 | -                 | 19       | 1      | 3           | 0          |
| M. Kvesić      | 28            | 4             | 2             | 0             | 1                 | 0                 | 0                 | 0                 | 29       | 4      | 2           | 0          |
| M. Pepić       | 8             | 0             | 2             | 0             | 1                 | 0                 | 0                 | 0                 | 9        | 0      | 2           | 0          |
| P. Riese       | 20            | 0             | 3             | 0             | 1                 | 0                 | 0                 | 0                 | 21       | 0      | 3           | 0          |
| L. Samson      | 27            | 0             | 6             | 0             | -                 | -                 | -                 | -                 | 27       | 0      | 6           | 0          |
| S. Skarlatidis | 12            | 2             | 0             | 0             | -                 | -                 | -                 | -                 | 12       | 2      | 0           | 0          |
| C. Soukou      | 28            | 2             | 3             | 0             | 1                 | 0                 | 0                 | 0                 | 29       | 2      | 3           | 0          |
| C. Tiffert     | 31            | 0             | 4             | 2             | 1                 | 0                 | 0                 | 0                 | 32       | 0      | 4           | 2          |
| N. Adler       | 25            | 4             | 6             | 0             | 1                 | 0                 | 0                 | 0                 | 26       | 4      | 6           | 0          |
| A. Bunjaku     | 9             | 0             | 1             | 0             | -                 | -                 | -                 | -                 | 9        | 0      | 1           | 0          |
| P. Köpke       | 33            | 10            | 4             | 0             | 1                 | 0                 | 0                 | 0                 | 34       | 10     | 4           | 0          |
| D. Nazarov     | 28            | 9             | 5             | 0             | 1                 | 0                 | 0                 | 0                 | 29       | 9      | 5           | 0          |
| M. Wegner      | 3             | 0             | 1             | 0             | -                 | -                 | -                 | -                 | 3        | 0      | 1           | 0          |
| S. Handle      | 3             | 0             | 0             | 0             | -                 | -                 | -                 | -                 | 3        | 0      | 0           | 0          |
| M. Tošev       | 4             | 0             | 0             | 0             | -                 | -                 | -                 | -                 | 4        | 0      | 0           | 0          |